# Понгал (страва)
Понгал, також знаний як понгалі або хуггі, — тамільська страва з рису. У тамільській мові «pongal» означає «кипіти» або «булькати».  Два різновиди понгал: chakarai pongal, який є солодким, і venn pongal, який є пікантним і готується з освітленим маслом. Понгал зазвичай належить до пікантного venn pongal і іноді подається на сніданок з вадою та чатні. Чакараї понгал зазвичай готують під час фестивалю Понгал.

## Типи

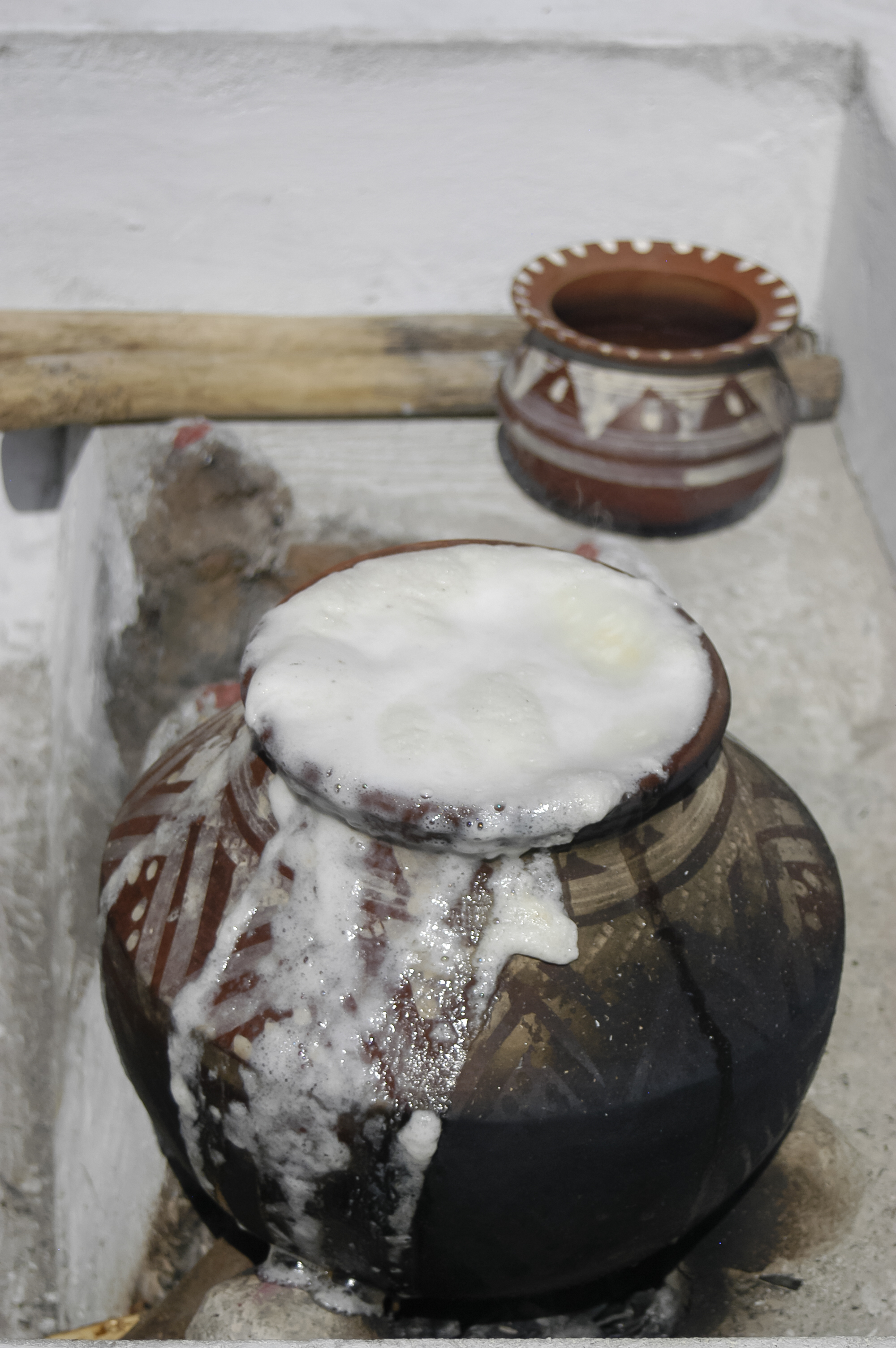
Понгал або понгалі готують у Салемі, Таміл Наду, Індія для фестивалю Понгал

### Чакараї Понгал
Солодкий понгал (chakarai pongal або chakkara pongali) зазвичай готують у храмах як прасада (приношення божеству). Цей тип понгалу виготовляють під час фестивалю Понгал у Таміл Наду та під час фестивалю Санкранті в Андхра-Прадеш.
Інгредієнти можуть включати рис, кокос і боби маш. Солодкий понгал часто підсолоджують джаггері, який надає понгалу коричневого кольору, хоча замість цього його можна підсолодити білим цукром.

### Венн Понгал
Венн (тамільське слово для білого) понгал є популярною пікантною стравою в тамільських, шрі-ланкійських та інших сім’ях Південної Індії, і зазвичай подається як особливий сніданок, особливо в Таміл Наду та Північній і Східній Шрі-Ланці. Зазвичай його подають із самбаром і кокосовим чатні.

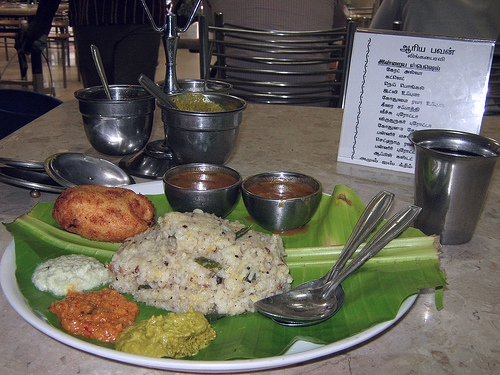
понгал в Nagercoil, Індія

### Мелагу Понгал
Мелагу (тамільське слово для перцю) понгал — це гострий варіант тієї самої страви, приготований з перцем, рисом і мунг даалом.

### Пулі Понгал
Пулі (тамільське слово для тамаринда) понгал — це варіант, приготований з тамариндом і відвареним рисом. Його не пов’язують із святом Понгал, і його часто їдять на вечерю.

## Святкове значення
Понгал готують як важливу страву під час фестивалю Понгал у Таміл Наду, Пондічеррі, Кералі та фестивалю Санкранті в Андхра-Прадеш і Телангана. 
1. ↑  Wilson, Horace Hayman (1862). Essays and Lectures Chiefly on the Religion of the Hindus, Volume 2. Процитовано 3 жовтня 2019.
2. ↑  Pandey, Alpana (11 серпня 2015). Medieval Andhra: A Socio-Historical Perspective. ISBN 9781482850178. Процитовано 3 жовтня 2019.